# Hiro Fujikake
Hiro Fujikake, nato Hiroyuki Fujikake  (藤掛 廣幸?, Fujikake Hiroyuki) (Prefettura di Gifu, 31 gennaio 1949), è un compositore giapponese.

## Biografia
Hiro Fujikake nacque a Gifu nel 1949. Inizia nel 1964 al liceo la sua formazione musicale al liceo. In seguito ha studiato composizione presso la scuola d'arte della Prefettura di Aichi Nagakute, dove ha acquisito dopo quattro anni il Bachelor e dopo altri tre anni il Master of Music.
Da allora, vinse numerosi premi per le sue composizioniː nel 1970 il Premio Composizione Ongakunotomo per due poesie per coro, il secondo nel 1974, NHK - Mainichi Music Competition" per Threnody, nel 1975 la All Japan banda Associazione provini composizione premio per Concertino Overture, sempre nel 1975 il premio di composizione dell'Unione mandolino giapponese (UCG) per Fantasy pastorale e il premio al concorso Sasagawa per Nostalgic Rhapsody, mentre nel 1976, Chaconne, in particolare, nel 1977, il primo premio del Concorso Regina Elisabetta in Belgio per il lavoro sinfonico The Rope Crest. Nel 1990, la composizione premio Japan Symphony Fondazione per il Canto di primavera.
Il suo modo di comporre è versatile, e comprende sinfonie, opere, balletti e musical, pezzi di Concert Bands, pizzico e gli strumenti tradizionali giapponesi. Lavora per la radio, la televisione, il cinema e per le occasioni speciali come mostre e fiere, per esempio per l'Esposizione Mondiale del Design del 1989 a Nagoya.
Oltre al suo lavoro di compositore nella sua band solista suona la Synthesizer, un'orchestra synth, controllata dal computer. Ma di solito si accompagna da strumenti giapponesi, taiko, tamburini, da suonatori di mandolino e suonatori di strumenti musicali cinesi.
Insieme al flautista James Galway ha inciso due CD, tra cui CD, La foresta incantata, per cinque mesi nelle prime dieci posizioni della classifica di Billboard. È membro del Comitato del Progetto della Nippon Music Foundation.

## Stile
Nelle sue opere, si percepisce una sintesi tra musica orientale e occidentale. Nelle sue composizioni ha in parte integrato lo stile jazz e rock. Nel suo lavoro sono presenti anche elementi naturali in quanto ha trascorso la sua infanzia a Higashi-Shirakawa, circondata da montagne e un fiume con un'acqua limpida.

## Composizione

### Opere per orchestra
- 1974 Threnody
- 1977 The Rope Crest
- 1988 Lo spirito della natura
- 1989 Hiroshima Spirit - come la vita del Nuovo Mondo per orchestra
- 1990 Il canto della primavera
- 1993 Gifu Sinfonia per orchestra con tamburi taiko giapponesi
- 2003 Spring salto
- 2004 Izumo sinfonia per orchestra e sintetizzatori
- # Andante moderato Maestoso "Beginning"
- # Andante cantabile con espressione "amore e l'amore"
- # Allegro con fuoco "Incontro"
- # Moderato Maestoso "Soar al mondo"

### Opere per banda
- 1975 Concertino Overture
- 1975 Nostalgic Rhapsody
- 1976 Ouverture Concerto
- 1976 Chaconne
- 1983 Hakuho Rhapsody
- 1991 Rock'n marzo

### Musica

#### Ballet
- 1988 Ah! 'Nomugi Toge

#### Musical
- 1995 Un racconto di piccole vite
- 1999 Bunna

### Musica corale
- 1970 Due poesie per coro
- 1989 Hiroshima Spirit - come la vita del Nuovo Mondo per coro misto, flauto solista e orchestra

### Opere per chitarra
- 1999 Capriccio Sakura per Guitar Orchestra

### Opere per a pizzico
- 1974  vivaio racconto No.1
- 1975  Pastorale Fantasy  per pizzico
- 1976  vivaio racconto No.2
- 1976  Barades 8
- 1977 'Jhongara versare L'Orchestra de Mandolini' '
- 1978  Stabat Mater
- 1978  poetiche 2 pezzi
- 1979  Serenade No.1
- 1979  Serenade No.2
- 1981  Grand Chaconne
- 1981  Ode per la primavera
- 1982  Goh: A Chance Meeting  per pizzico e tamburi taiko giapponesi
- 1983  Variazioni su "La luna sopra le rovine del castello"
- 1984  Ode per Dawn
- 1989  Song of Lives
- 1990  Tre pick Preludio
- 1990  Angelo Coro
- 1994  Viva! Mandolin
- 1995  Musa Concerto
- 1995  Fantasia Kyushu
- 1996  Stars concerto
- 1998  Chiamata dalla metropolitana
- 1999  Capriccio Sakura  per pizzico
- 1999  Foresta Symphony
- 1999  Aqua Rhythm
- 2001 Suite dall'opera  Canto della fabbricazione della carta Girls
- Suite dall'opera  Sun Legend (The Vanished Sun)

### Musica elettronica
- 1979  Galactic Symphony
- # Prelude
- # Allegro
- # Adagio
- # Allegro Scherzando
- # Passacaglia
- 1984  Romance
- 1989 'Sintetizzatore Fantasy' '
- 1992  Lotusland in the Sky  per Orchestra Solo (tastiera e computer)
- 1998  Full Blooming  per Orchestra Solo (tastiera e computer)
- 2000  Ali Eternity  per Orchestra Solo (tastiera e computer)